# مانوج إبراهام
مانوج إبراهام (بالإنجليزية: Manoj Abraham)‏ هو ضابط شرطة هندي، ولد في 3 يونيو 1971.